# Josip Hatze
Josip Hatze   (Split, 21 de març de 1879 - Split, 30 de gener de 1959) fou un compositor i director d'orquestra croat.

## Biografia
Josip Hatze va néixer a Split (aleshores Imperi Austrohongarès, ara Croàcia), el primer dia de primavera de 1879, en la família d'un destacat artesà de Split. Durant la seva escolarització, va absorbir els esdeveniments musicals de l’època, especialment la música sacra i les cançons populars. En descobrir accidentalment la seva musicalitat, i amb el suport de la família, va assistir a totes les representacions del recentment inaugurat teatre municipal de Split. La forta experiència en representacions orquestrals i corals al teatre de Split va animar el jove Hatze, de 16 anys, a escriure Misu a Kapela (en text croat), que va ser interpretada amb gran èxit pel cor de l'escola. Més tard, altres cors escolars de Dalmàcia van començar a representar la seva obra musical.
Va completar els seus estudis de composició el 1902 al Conservatori Rossini de Pesaro amb el compositor operístic Pietro Mascagni. De tornada a casa a Split, va treballar com a pedagog i mestre de cor a l'Escola Tècnica Central de Split i va ser el mestre de cor de la societat coral Zvonimir.
Durant la Primera Guerra Mundial, es trobava al front, lluny de casa, i no va saber que la seva estimada esposa Gilda, originària de la família patrícia Marulić (emparentada amb Marko Marulić, el "pare" de la literatura croata) havia mort per la grip espanyola.
Després de la guerra, va reprendre la seva activitat com a director de cor a la coral Guslar.
Durant la Segona Guerra Mundial, després de la desintegració de Iugoslàvia el 1941, Hatze va optar immediatament, encara que en anys avançats, pel NOP. Va treballar al subcomitè d’intel·lectuals dins d’una secció especial de músics. Després de la capitulació d'Itàlia, es va unir als partisans. Hatze va ser un dels participants a la Conferència de Treballadors Culturals i Públics de Dalmàcia, que es va celebrar a Hvar el desembre de 1943. Després de l'evacuació de les illes centrals de la Dalmàcia, Hatze va fugir a El Shatt (Egipte). Allà, en condicions difícils, va formar i dirigir una representativa Assemblea Central mixta de refugiats iugoslaus. Al cap d’uns mesos, el cor tenia un repertori molt divers i ric, d’uns cent temes i conjunts. En molt poc temps, el cor va assolir un nivell artístic envejable. Durant el seu funcionament, el cor va oferir més de 150 actuacions. Va donar concerts a camps, hospitals militars, teatres, sales de concerts i estacions de ràdio, especialment al Caire i Alexandria i en altres ciutats importants d'Egipte i l'Orient Mitjà. El cor també va oferir programes especialment preparats, que van ser enregistrats pels serveis d'informació aliats i emesos a les estacions de ràdio del Regne Unit i els Estats Units. Entre les composicions destacaven cançons partisanes i patriòtiques. Durant la Guerra d'Alliberament Popular, va compondre una quarantena de cançons partisanes. El juny de 1945, el cor va tornar a la seva terra natal. Immediatament després del seu retorn, va organitzar una gira per ciutats dàlmates i abans de la dissolució va actuar a Zagreb, amb motiu de la sessió del ZAVNOH.
Acabada la guerra, Hatze va tornar a Split, on va continuar la seva tasca artística i la seva creativitat. Va morir a la seva ciutat natal el 30 de gener de 1959.
El compositor croat Ruben Radica (* 1931) és el seu net. · 

## Estil
Josip Hatze és amb Blagoje Bersa (1873-1934) i Dora Pejačević (1885-1923) un dels fundadors de l'estil modern de la música croata.Aporta la seva experiència internacional a la tradició romàntica croata, força conservadora, de principis de segle.El sabor particular de la seva música prové de la tradició mediterrània en què va créixer. La seva obra – essencialment vocal – amb un estil molt personal, és de factura bel canto. Si la seva òpera Povratak ("El retorn") es basa en el verisme, Adel i Mara, més tard, s'apropia d'elements folklòrics estilitzats.

## Obres
Josip Hatze deixà principalment obres musicals vocals: melodies solistes (una seixantena, datades majoritàriament abans de 1914), música coral, cantates i òperes, així com, durant el període bèl·lic, cançons patriòtiques.
De les seves cantates hom pot esmentar Noć na uni (sobre versos d'Hugo Badalić) i Exodus (1912) i Golemi Pan (1917) sobre un poema de Vladimir Nazor.
Hatze tenia un gran sentit dramàtic. Aquesta habilitat fou particularment ben aplicada en l'orquestració d'òperes com « Povratak » (1910) [El retorn] i « Adel i Mara » (1932).
Povratak és la història d’un camperol croat que ha hagut de marxar a l'estranger per alimentar la seva família que s'ha quedat a casa. Hatze evoca impressionantment l’ambient d’una modesta nit de Nadal en un pobre poblet eslavoni i dona forma dramàtica a la tràgica història d’amor del captaire Daka, que insinua simbòlicament el drama que tindrà lloc a casa de Jelina d’aquí a una hora. El compositor embolcalla les escenes d’amor amb una suau nostàlgia, esbossa els personatges en relleu i emfatitza amb força el drama del final, quan es trencen tots els destins dels personatges principals.
Adel i Mara és una òpera basada en una epopeia romàntica titulada Bijedna Mara [Pobra Mara] de Luka Botić (1830–1863), nadiu de Split. La història, amb tendència nacional, situada a Dalmàcia a la segona meitat del segle xvi, presenta dos grups ètnics i socials: el dàlmata i el turc, enfrontats als amors infeliços i prohibits d’Adel el musulmà i de Mara (Maria), la cristiana.

### Melodies
- Romance i melodije (Romances i melodies), 1900
- Proljetni lahoris (Brisa primaveral), 1903
- Novo cvijeće (Noves flors), 1907

### Cantates
- Noć na Uni [Una nit al riu Una] per a tenor, cor mixt i orquestra (1902) sobre un poema d'Hugo Badalić.[4]
- Exodus per a baríton, cor a quatre veus i orquestra (1912)[5]
- Golemi Pan per a tenor, cor mixt i orquestra (1917) sobre un poema de Vladimir Nazor.[6]

### Operes
- Povratak [El retorn] (1910) amb llibret de Srgjan Tucic. Dedicat a Mascagni: «Al mio venerato Maestro Pietro Mascagni in segno di eterna riconoscenza».[7]
- Adel i Mara (1932) sobre versos de Luka Botić.

## Homenatges
En honor al músic croat, l'escola de música de Split, porta el seu nom : « Josip Hatze ».
A Croàcia, es va emetre un segell de correus commemoratiu amb motiu del 125è aniversari del seu naixement.

## Discografia
Adel i Mara - Blaženka Milić *, Mirka Klarić, sopranos; Dubravka Zubović, Nada Puttar-Gold, Nina Čangalović, mezzosopranos; Marija Rožman, contralt; Damir Žarko, Josip Novosel, Piero Filippi, Stojan Stojanov, tenors; Boris Vajda, Duško Kukovec, Vladimir Ruždjak, barítons; Franjo Petrušanec, baix; Cor de l'Òpera Nacional Croata de Split, Orquestra Simfònica de la Ràdio de Zagreb, Dir. Jovan Šajnović (1970, LP Jugoton LSY-61449/50)